# Melanodolius fulviventris
Melanodolius fulviventris är en stekelart som först beskrevs av Tosquinet 1896.  Melanodolius fulviventris ingår i släktet Melanodolius och familjen brokparasitsteklar. Inga underarter finns listade i Catalogue of Life.